# Gardnos
Koordinaten: 60° 38′ 32,6″ N, 9° 0′ 34,4″ O

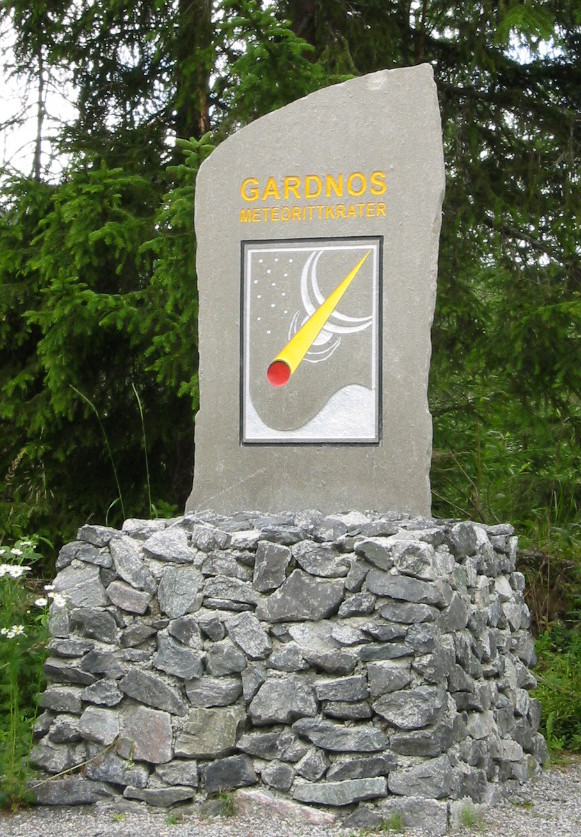
Gardnos

Gardnos ist ein durch einen Meteoriteneinschlag entstandener Impaktkrater im Gebiet von Nesbyen im Hallingdal in Norwegen.
Der Durchmesser des Kraters ist 5 km. Er entstand, als vor etwa 546 Millionen Jahren ein Meteorit mit einem geschätzten Durchmesser von 200 bis 300 Metern einschlug.
Zuerst glaubte man, dass es sich beim Gardnos-Krater um eine Struktur vulkanischen Ursprungs handele; im Jahre 1990 entdeckten die Wissenschaftler Johan Naterstad und Johannes A. Dons, dass der Krater durch einen Meteoriteneinschlag entstand.
Eine Kraterstruktur ist am Boden nicht zu erkennen. Impaktite sind allerdings, in dem für Besucher gut erschlossenen Gelände, leicht zu finden. In einem nahegelegenen Bachbett sind Gardnos-Brekzien gut sichtbar und zugänglich, da der Bach wegen eines höher gelegenen Stauwerkes unterhalb kaum Wasser führt. Suevit ist dort ebenfalls zu finden, wie auch an den ausgeschilderten Rundwegen.

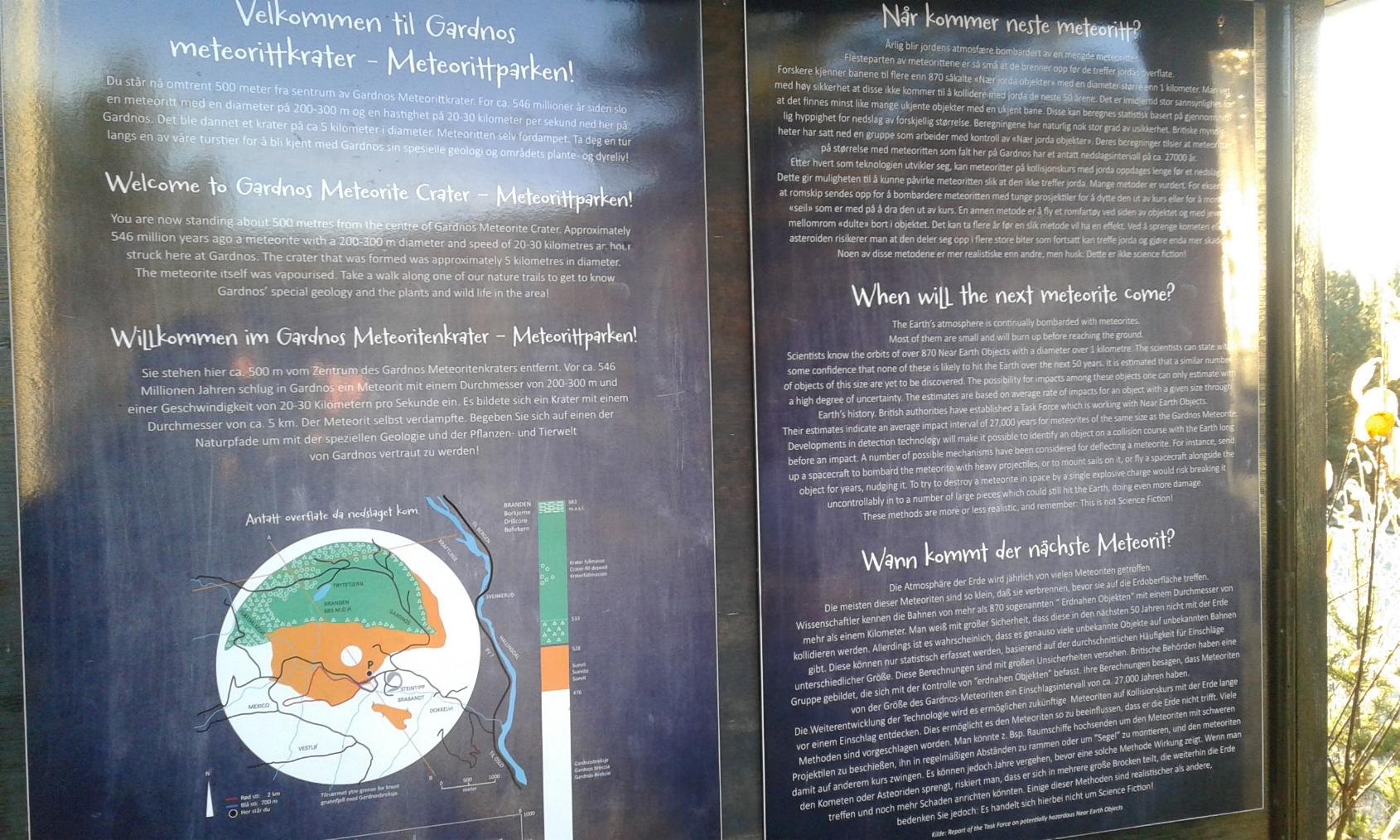
Infotafel am Besucherparkplatz
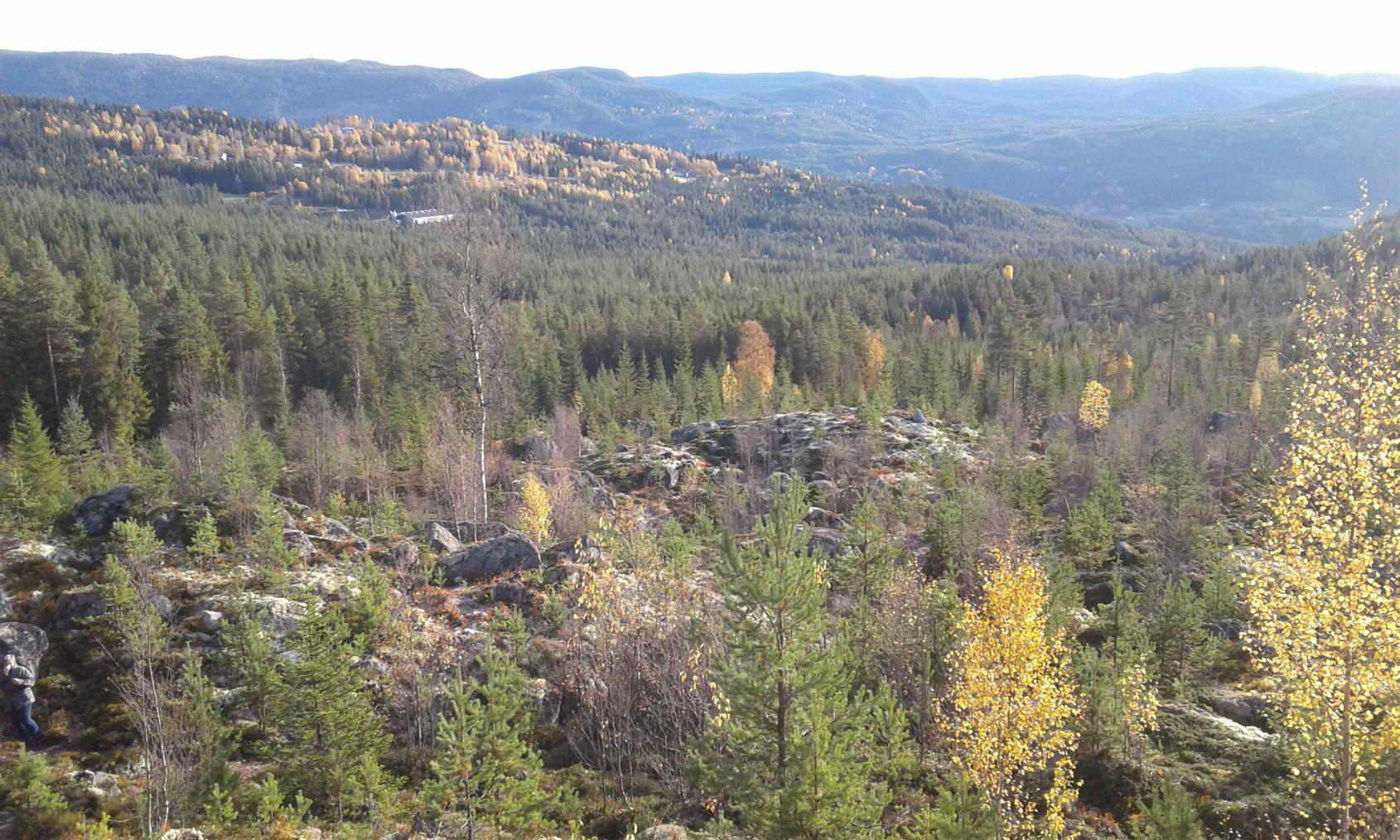
Blick über den Gardnos-Krater
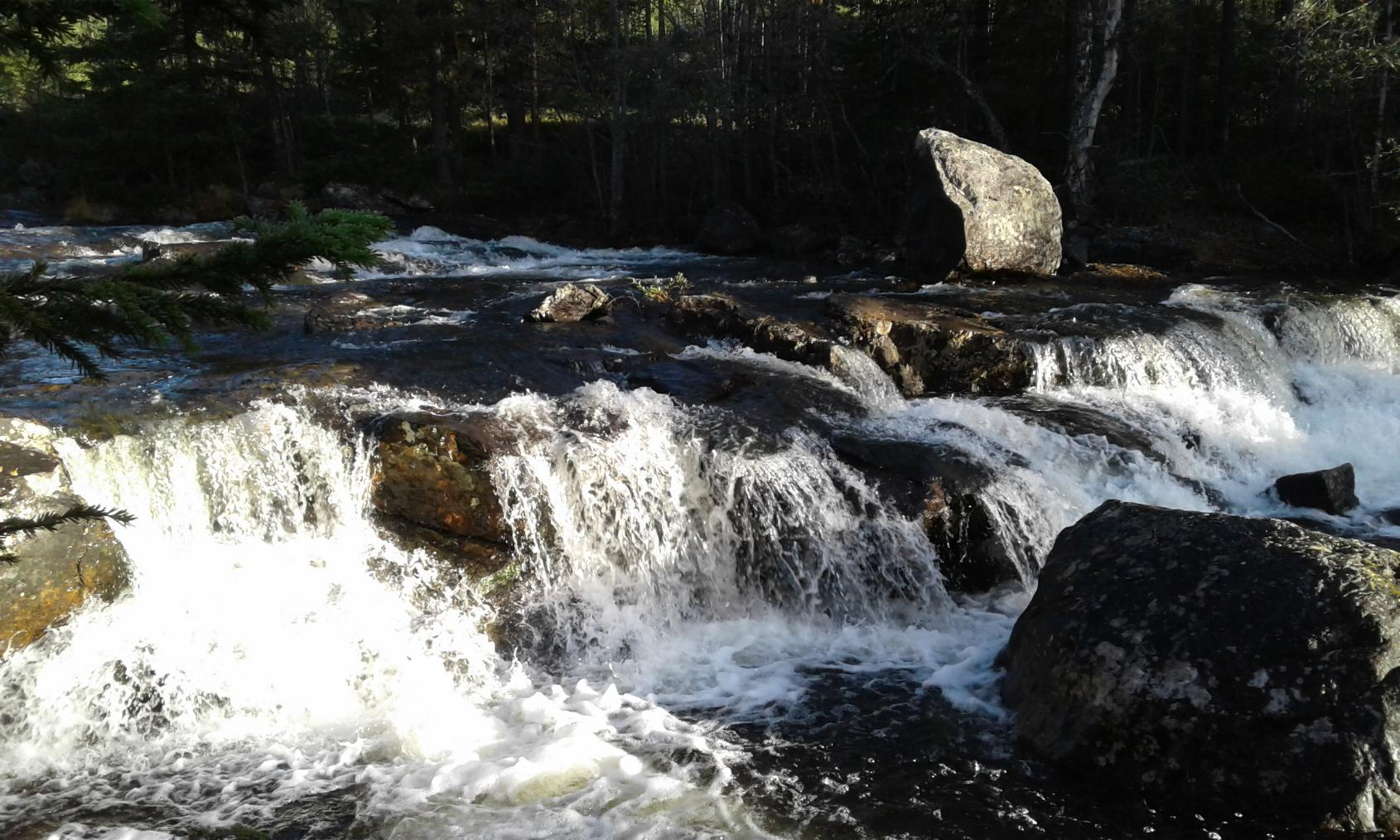
Bach oberhalb eines Stauwerkes
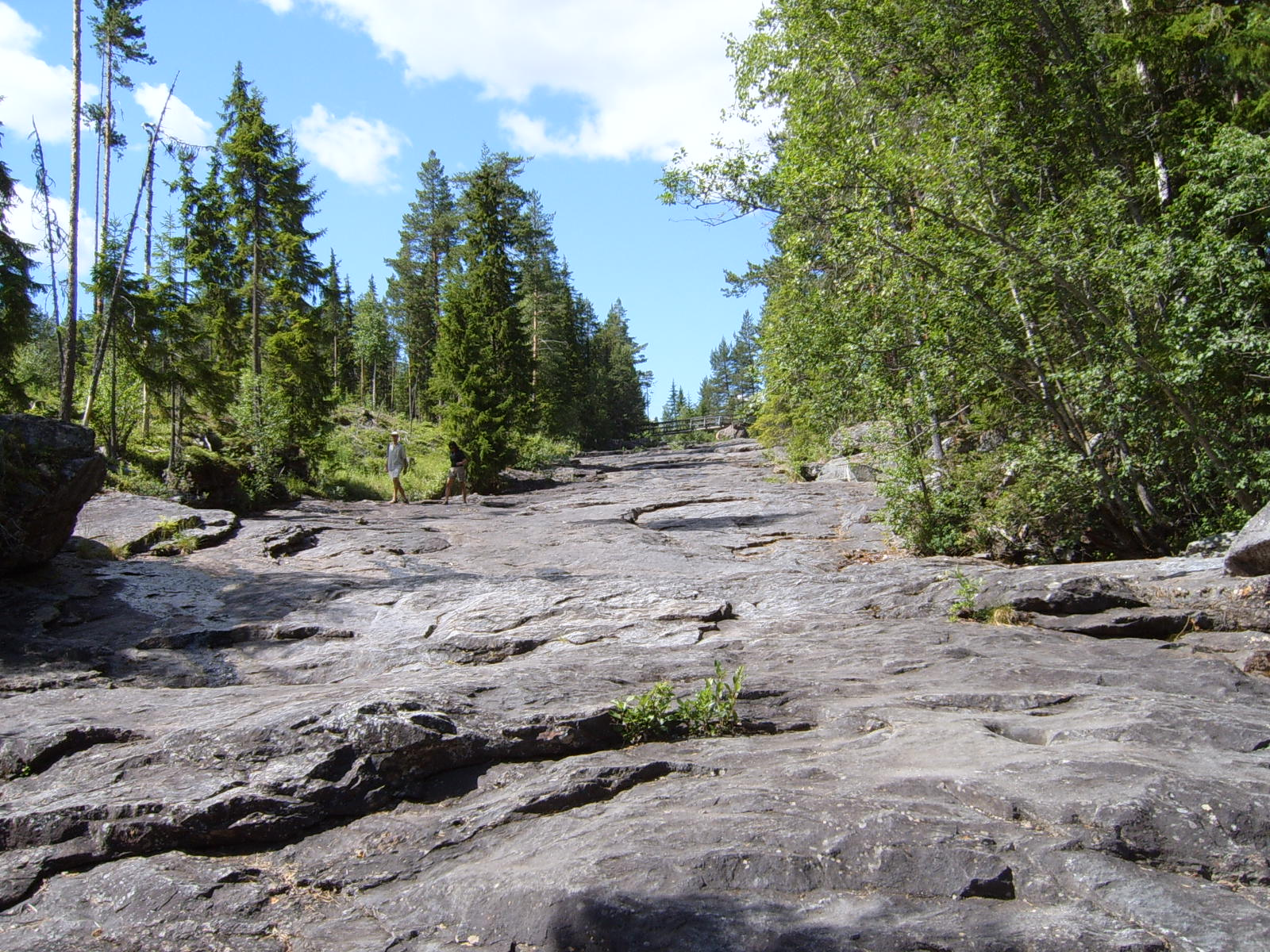
Bachbett unterhalb des Stauwerkes
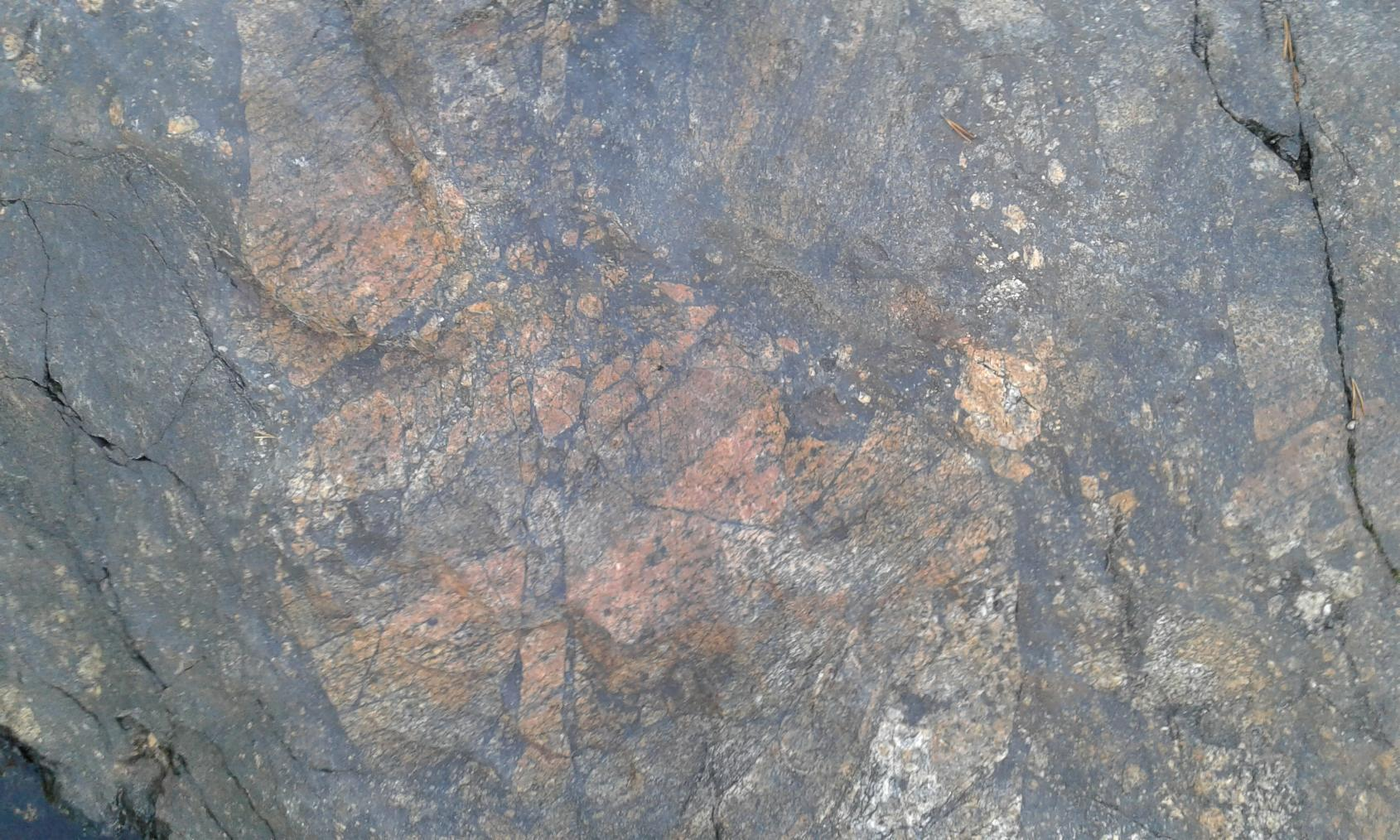
Gardnos-Brekzie
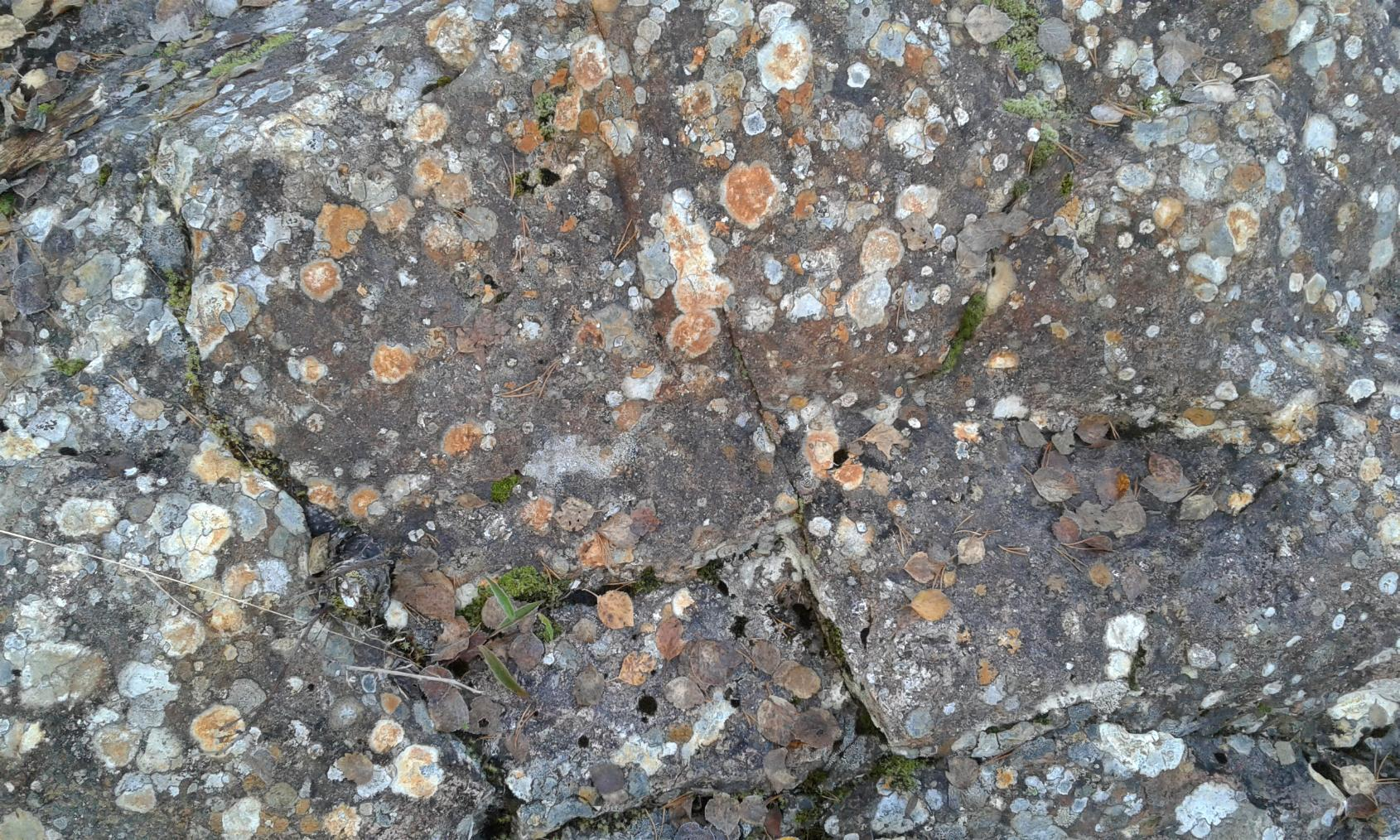
Gardnos-Suevit